# Bandeira de Curaçau
A bandeira de Curaçau é um dos símbolos oficiais de Curaçau. Curaçau recebeu aprovação para uma bandeira em 1979. Duas mil propostas foram avaliadas por uma comissão especial. Dez foram selecionadas e a comissão escolheu uma destas a 29 de novembro de 1982. Com algumas modificações, a bandeira foi adotada a 2 de julho de 1984.

## Características
Seu desenho é campo azul com uma faixa horizontal amarela um pouco abaixo do centro do pano, e duas estrelas brancas de cinco pontas ao cantão. O azul simboliza o mar e o céu (a parte superior e a parte inferior, respectivamente) dividido por uma barra amarela. A proporção das faixas horizontais tem um rácio de 45:9:18. As estrelas têm um diâmetro de 1/6 e 2/9 da altura da bandeira. O centro da estrela mais pequena é 1/6 da altura da bandeira a partir das extremidades esquerda e superior, e o centro da estrela maior é 1/3 a partir das extremidades esquerda e superior. O azul é Pantone 280C, e o amarelo, Pantone 102C.

## Simbolismo
As duas estrelas representam as ilhas de Curaçau e Pequena Curaçau, mas também a paz e a felicidade. As cinco pontas de cada estrela simbolizam os cinco continentes dos quais o povo de Curaçau provém. A cor azul representa a lealdade to povo, sendo a faixa azul superior o céu e a faixa inferior o mar. A listra amarela significa o sol tropical e a alegria característica da população.

## Bandeira do Governador

bandeira do governador

O governador de Curaçau é uma bandeira de fundo branco com faixas nas cores da bandeira dos Países Baixos com um círculo que é a reprodução da bandeira de Curaçau. A bandeira governamental deve ser usada na Casa do Governo quando o governador estiver em residência ou dentro do território.